# Korup Sogn
Korup Sogn, i periode 1759-1956 kaldet Trøstrup-Korup Sogn, er et sogn i Hjallese Provsti (Fyens Stift).
I 1800-tallet var Ubberud Sogn anneks til Korup Sogn. Begge sogne hørte til Odense Herred i Odense Amt. Korup-Ubberud sognekommune forsøgte inden kommunalreformen i 1970 at danne en selvstændig kommune, men den var for lille og blev til sidst indlemmet i Odense Kommune.
I Korup Sogn ligger Korup Kirke.
I sognet findes følgende autoriserede stednavne:
- Gammel Korup (bebyggelse)
- Holeskov (areal, bebyggelse)
- Korup (bebyggelse, ejerlav)
- Slukefter (bebyggelse)
- Store Pederstrup (bebyggelse, ejerlav)
- Trøstrup (bebyggelse, ejerlav)
- Åbakken (bebyggelse)